# European Junior Cup
La Copa d'Europa Júnior (oficialment, en anglès, European Junior Cup) va ser un campionat de motociclisme de velocitat que s'organitzava com a classe de suport de les rondes del Campionat del Món de Superbike disputades a Europa. La Copa es reservava a pilots d'entre 14 i 19 anys, tot i que de cara al 2015 se'n va augmentar el límit superior a 21 per als homes i 23 per a les dones, que també van competir des d'aleshores en una Copa d'Europa femenina, la Women's European Cup. Per al 2016, el límit d'edat per a les dones era de 24 anys.

## Història
La Copa es va disputar entre el 2011 i el 2016. La primera temporada s'hi va fer servir el model de motocicleta Kawasaki Ninja 250R, mentre que el 2011 es va canviar per la KTM 690 Duke. Les quatre darreres temporades s'hi van fer servir models d'Honda, concretament, l'Honda CBR500R del 2013 al 2014 i l'Honda CBR650F del 2015 al 2016.
La Copa es va cancel·lar després de la temporada del 2016 en ser substituïda pel nou Campionat del Món de Supersport 300, que es va estrenar el 2017.

## Llista de campions
| Any  | Campió            | Moto     |
| ---- | ----------------- | -------- |
| 2011 | Matt Davies       | Kawasaki |
| 2012 | Lukas Wimmer      | KTM      |
| 2013 | Jake Lewis        | Honda    |
| 2014 | Augusto Fernández | Honda    |
| 2015 | Javier Orellana   | Honda    |
| 2016 | Mika Pérez        | Honda    |

### Women's European Cup
| Any  | Campiona      | Moto  |
| ---- | ------------- | ----- |
| 2015 | Avalon Biddle | Honda |
| 2016 | Avalon Biddle | Honda |